# Спартак (фільм, 1926)
«Спартак» — український радянський художній фільм-драма за однойменним історичним романом Рафаелло Джованьйолі в постановці турецького режисера Мухсін-Бея Ертугрула. Автором сценарію став український поет-футурист Ґео Шкурупій. Фільм знятий на Одеській кінофабриці Всеукраїнського фотокіноуправління в 1926 році. До зйомок було залучено понад 3 тисячі одеситів.
Прем'єра фільму відбулася 7 грудня 1926 року в Києві та 10 січня 1928 року в Москві. Фільм не зберігся.

## Фільм у літературі
Скандальна історія постановки фільму «Спартак» увійшла в початковий варіант роману Іллі Ільфа та Євгена Петрова «Золоте теля». У більш пізньому, скороченому, варіанті роману все ж є згадка про цей фільм — йдеться саме про нього, коли «бородатий швейцар» говорить Бендеру: «Торік зняли німий фільм з римського життя. Досі розплутатися з судами не можуть. Потому — карна справа…».

Юрій Яновський написав про зйомки фільму роман «Майстер корабля» (1928).

## У ролях
| Актор                                    | Роль                               |
| ---------------------------------------- | ---------------------------------- |
| Дейнар Микола Антонович                  | Спартак                            |
| Ляров Матвій Львович                     | диктатор Рима Луцій Корнелій Сулла |
| Бродська                                 | дружина Сулли Валерія Мессала      |
| Кононенко-Козельський Іван Володимирович | гладіатор Октоман                  |
| Людвинський Василь                       | брат Спартака                      |
| Мінін Сергій Артемович                   | гладіатор Арторикс                 |
| Симонов                                  | сенатор Метробій                   |
| С. Шклярський                            | сенатор Луцій Сергій Катіліна      |
| Осташевський (Асташевський)              | придворний Граній                  |
| Я. Савченко                              | дворецький Валерій                 |
| О. Назарова                              | мати Спартака                      |
| Мерлатті Осип Дмитрович                  | гладіатор Мененій                  |
| Денисов                                  | наглядач за рабами                 |
| Б. Шелестов-Заузе                        | придворний Віллінг                 |
| Б. Ракитин                               | начальник школи гладіаторів Лентул |
| Лисевицька                               | сестра Спартака Мірція             |
| Василь Козенко                           | полководець Красс                  |